# Блэкторн
«Блэкторн» (англ. Blackthorn) — фильм-вестерн 2011 года режиссёра Матео Хиля. Сценарий был написан Мигелем Барросом и является вымышленным рассказом от лица Бутча Кэссиди о событиях, произошедших через 20 лет после его исчезновения в 1908 году.

## Сюжет
Через двадцать лет после своего исчезновения в 1908 году состарившийся Бутч Кэссиди, живущий в уединенной деревне в Боливии под именем Джеймс Блэкторн, решает вернуться в США, после того как узнает о смерти Этты Плейс. Он пишет письмо её сыну Райану, который на самом деле является его собственным сыном, о своем намерении, после чего направляется в Потоси, чтобы продать лошадей и забрать из банка свои деньги.
На обратном пути в него стреляют, он отстреливается, но его лошадь убегает вместе с деньгами. Стрелявшим оказывается испанец Эдуардо Аподака, который утверждает, что его преследуют за то, что он украл деньги у боливийского владельца шахтами Симона Патиньо. Эдуардо предлагает Блэкторну часть денег, если тот поможет ему забрать их из шахты, где они спрятаны.
Скрываясь и отстреливаясь от неумолимой погони, беглецы пересекают соляную пустыню, достигнув пограничного городка. Где обессиленный Бутч неожиданно встречает постаревшего и спившегося агента Пинкертонов, ловившего его в Боливии 20 лет назад. Узнав от него, что Аподака на самом деле бессовестно обокрал индейцев-шахтёров, старый гангстер решает вернуть деньги и восстановить справедливость…

## В ролях
- Сэм Шепард — Джеймс Блэкторн/Бутч Кэссиди
- Эдуардо Норьега — Эдуардо Аподака
- Стивен Ри — Маккинли
- Магали Сольер — Яна
- Николай Костер-Вальдау — молодой Джеймс
- Доминик Макэллигот — Этта Плейс[англ.]
- Патрик Делейни — Сандэнс Кид

## Восприятие
Фильм получил положительные отзывы критиков. На сайте Rotten Tomatoes фильм имеет рейтинг 75 % на основе 72 рецензий со средним баллом 6,4 из 10.